# Rhynchosia leucoscias
Rhynchosia leucoscias är en ärtväxtart som beskrevs av William Henry Harvey. Rhynchosia leucoscias ingår i släktet Rhynchosia och familjen ärtväxter. Inga underarter finns listade i Catalogue of Life.